# (24099) 1999 VF8
(24099) 1999 VF8 est un astéroïde de la ceinture principale d'astéroïdes découvert en 1999.

## Description
(24099) 1999 VF8 a été découvert le 8 novembre 1999 à Višnjan, une municipalité située dans le comitat d'Istrie en Croatie, par Korado Korlević.

### Caractéristiques orbitales
L'orbite de cet astéroïde est caractérisée par un demi-grand axe de 3,13 UA, un périhélie de 2,42 UA, une excentricité de 0,23 et une inclinaison de 12,10° par rapport à l'écliptique. Du fait de ces caractéristiques, à savoir un demi-grand axe compris entre 2 et 3,2 UA et un périhélie supérieur à 1,666 UA, il est classé, selon la JPL Small-Body Database, comme objet de la ceinture principale d'astéroïdes.

### Caractéristiques physiques
(24099) 1999 VF8 a une magnitude absolue (H) de 13,3 et un albédo estimé à 0,070.